# Morotai

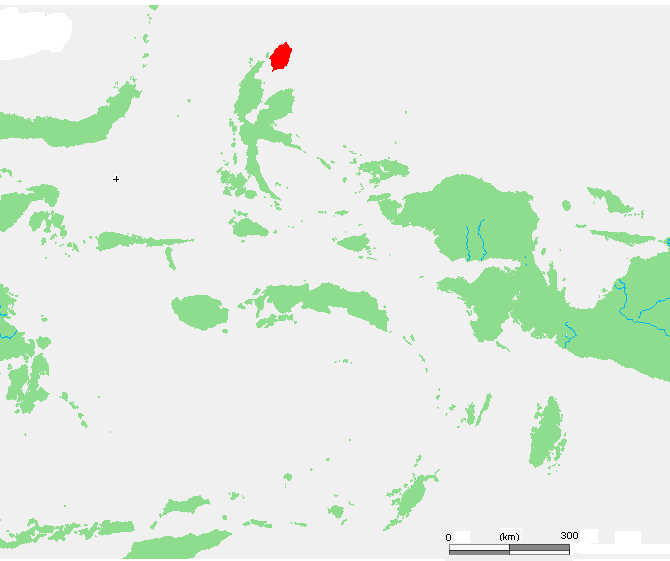
Localização de Morotai no mapa da Indonésia.

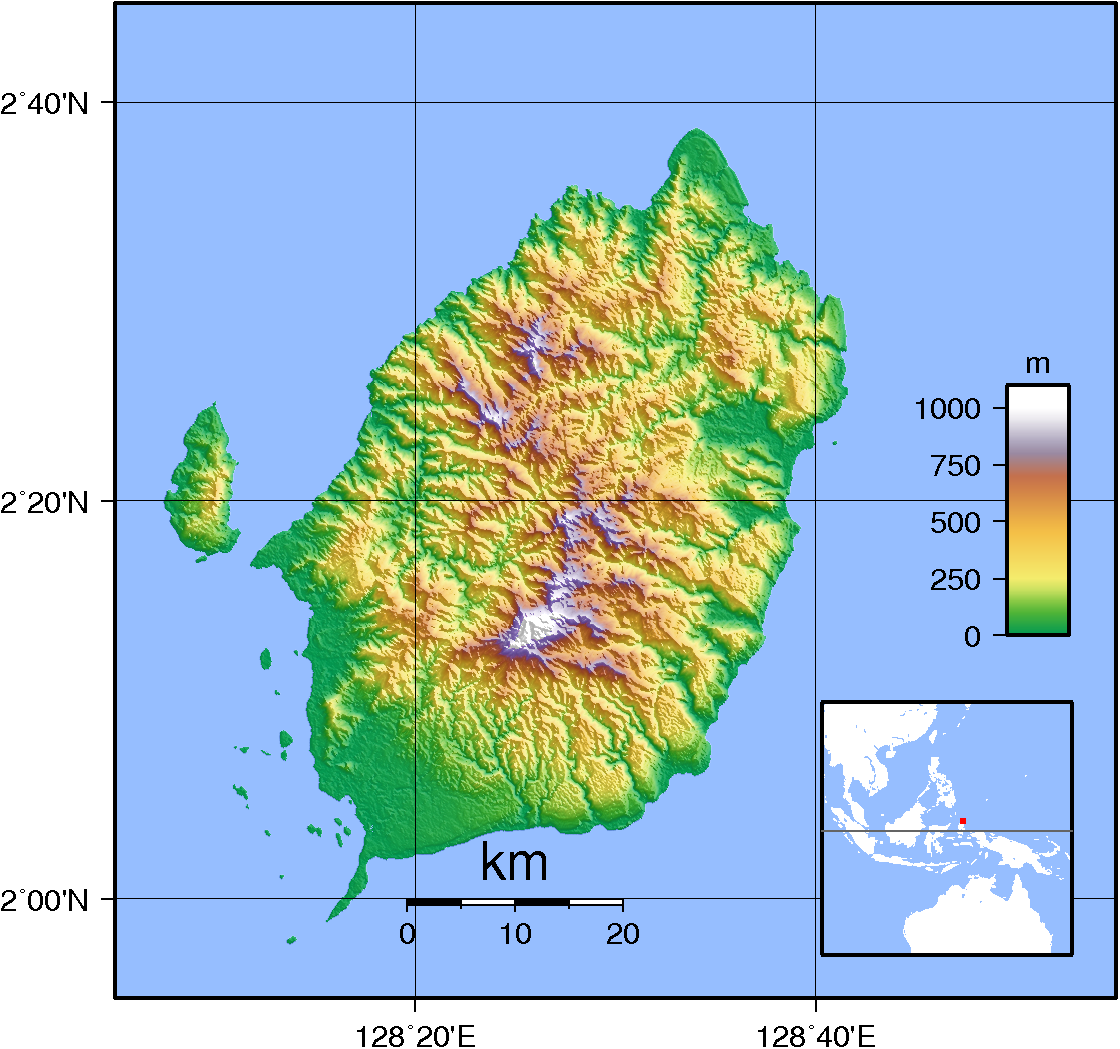
Mapa topográfico de Morotai.

Morotai é uma ilha localizada no grupo de ilhas das Molucas, que fazem parte da Indonésia, sendo uma das mais setentrionais ilhas das que formam o país asiático. Fica na província das Molucas Setentrionais, a norte de Halmahera, sendo por isso uma das ilhas mais setentrionais da Indonésia. A maior cidade é Daruba.

## História
Durante os séculos XV e XVI a ilha esteve sob a esfera de influência muçulmana do poderoso sultanato de Ternate, núcleo de uma grande região que incluía as ilhas costeiras ao sul de Morotai. Na metade do século XVI, ela se tornou centro da missão jesuíta portuguesa instalada na região, o que durante mais de um século causou conflitos entre o governo do sultanato e a população cristianizada da ilha, sendo vários deles forçados a se mudarem de Morotai para outras ilhas dentro da influência dos sultanatos, onde poderiam ser melhor controlados religiosamente.
Durante a maior parte da Guerra do Pacífico, na Segunda Guerra Mundial, Morotai foi uma base aérea japonesa. Em setembro de 1944 foi tomada pelos norte-americanos e usada como trampolim para a invasão das Filipinas no começo de 1945 e do leste de Bornéu no meio daquele ano. Ela também seria a base de onde partiria a invasão da Indonésia (então Java) em outubro de 1945, operação que acabou cancelada com a rendição do Japão em agosto do mesmo ano.
Durante a rebelião Permesta a ilha foi palco de confrontos entre os rebeldes e as forças indonésias, que terminaram em 1962.

## Economia
A economia é baseada essencialmente na agricultura (arroz, banana, coco, sagu), na pesca e na exploração florestal.